# Julija Kondakowa
Julija Andriejewna Kondakowa (rus. Юлия Андреевна Кондакова; ur. 4 grudnia 1981 w Petersburgu) – rosyjska lekkoatletka specjalizująca się w biegach płotkarskich.
Jej pierwszą międzynarodową imprezą mistrzowską był halowy czempionat świata w Walencji, na którym zajęła 7. miejsce w biegu na 60 metrów przez płotki (2008). W tym samym roku startowała na igrzyskach olimpijskich w Pekinie. Półfinalistka halowych mistrzostw Europy oraz światowego czempionatu z 2009. W 2012 ponownie reprezentowała Rosję na igrzyskach olimpijskich, nie awansując do finału biegu na 100 metrów przez płotki. Na początku 2013 była piąta na halowym czempionacie Europy w Göteborgu. W tym samym roku zajęła 8. miejsce na mistrzostwach świata. Na tej samej pozycji w biegu finałowym zakończyła swój start podczas halowych mistrzostw świata w Sopocie (2014).
Wielokrotna złota medalistka mistrzostw Rosji i reprezentantka kraju w pucharze Europy oraz drużynowym czempionacie Europy. 

## Osiągnięcia
| Rok  | Impreza                                 | Miejsce  | Konkurencja                     | Lokata     | Wynik |
| ---- | --------------------------------------- | -------- | ------------------------------- | ---------- | ----- |
| 2008 | Halowe mistrzostwa świata               | Walencja | bieg na 60 metrów przez płotki  | 7. miejsce | 10,19 |
| 2008 | Superliga pucharu Europy                | Annecy   | bieg na 100 metrów przez płotki | 3. miejsce | 12,83 |
| 2008 | Igrzyska olimpijskie                    | Pekin    | bieg na 100 metrów przez płotki | eliminacje | 13,07 |
| 2009 | Halowe mistrzostwa Europy               | Turyn    | bieg na 60 metrów przez płotki  | półfinał   | 8,08  |
| 2009 | Superliga drużynowych mistrzostw Europy | Leiria   | bieg na 100 metrów przez płotki | 2. miejsce | 12,94 |
| 2009 | Mistrzostwa świata                      | Berlin   | bieg na 100 metrów przez płotki | półfinał   | 13,00 |
| 2012 | Mistrzostwa Europy                      | Helsinki | bieg na 100 metrów przez płotki | półfinał   | 13,32 |
| 2012 | Igrzyska olimpijskie                    | Londyn   | bieg na 100 metrów przez płotki | półfinał   | 13,13 |
| 2013 | Halowe mistrzostwa Europy               | Göteborg | bieg na 60 metrów przez płotki  | 5. miejsce | 7,99  |
| 2013 | Mistrzostwa świata                      | Moskwa   | bieg na 100 metrów przez płotki | 8. miejsce | 12,86 |
| 2014 | Halowe mistrzostwa świata               | Sopot    | bieg na 60 metrów przez płotki  | 8. miejsce | 8,08  |
| 2014 | Mistrzostwa Europy                      | Zurych   | bieg na 100 metrów przez płotki | półfinał   | 13,11 |

## Rekordy życiowe
- bieg na 60 metrów przez płotki (hala) – 7,93 (2013)
- bieg na 100 metrów przez płotki – 12,73 (2013)